# 867 Kovacia
867 Kovacia este o planetă minoră ce orbitează Soarele, descoperită de Johann Palisa, pe 15 februarie 1917.